# Danko Cvjetičanin
Danko Cvjetičanin, (Zagreb, 16 de octubre de 1963) fue un jugador croata de baloncesto. En la actualidad es coordinador de los ojeadores internacionales de los New Jersey Nets.

## Trayectoria deportiva
Jugó en el Cibona Zagreb que, bajo la dirección de la futura gran estrella Dražen Petrović, consiguió una Euroliga en el año 1986. A nivel de selecciones nacionales, formó parte de la selección yugoslava en los Juegos Olímpicos de verano de 1988 en Seúl con la que consiguió la medalla de plata. En la siguiente edición de los Juegos, en Barcelona en 1992, era componente de la selección croata con la que consiguió la medalla de plata, siendo Croacia derrotada en la final por el primer y único Dream Team de la historia.
A nivel de club jugó en la Cibona de Zagreb y en el Club Estudiantes de Madrid. En España dejó en este último club una huella que todavía perdura. Los aficionados de Estudiantes le apodaban cariñosamente "el Yeti". Ganando concursos de triples y siendo letal desde la línea de 6.25m
Después de su carrera deportiva, ha permanencido ligado al mundo de la canasta y en 2006 era ojeador de los Filadelfia 76ers para Europa, puesto que ahora ocupa en New Jersey Nets.

## Clubes
- 1980-1985 Partizan de Belgrado
- 1985-1992 Cibona Zagreb
- 1992-1994 Club Baloncesto Estudiantes
- 1994-1995  Pallacanestro Reggiana
- 1995-1996  Rijeka
- 1996-1997  KK Branik
- 1997-1998  Zrinjevac Zagreb

## Palmarés
- Liga de Yugoslavia: 1

KK Partizan: 1980-81
- Copa de Yugoslavia: 2

Cibona de Zagreb:  1986, 1988
- Euroliga: 1

Cibona de Zagreb:   1986.
- Recopa: 1

Cibona:  1986-87
- Liga de Croacia: 1

Cibona:  1992
- Concurso de triples ACB (1): Temporada 1992-1993.